# Ratkovo (Odžaci)
Ratkovo (srbsky Ратково) je sídlo nacházející se v Opštině Odžaci v autonomní oblasti Vojvodina na severu Srbska.

## Název
Dřívější název sídla byl Parabuć (srbsky Парабућ, německy Parabutsch, maďarsky Paripás nebo Parabuty). V roce 1948 byl Parabuć přejmenován na Ratkovo, a to po srbském bojovníkovi ve španělské občanské válce Ratkovi Pavlovićovi (přezdívka „Chico“).

## Historie
Obec byla poprvé zmíněna v roce 1543. Během osmanské nadvlády (16.-17. století) byl Parabuć osídlen Srby. Od konce 17. století patřila obec habsburské monarchii a od roku 1781 se zde kromě Srbů usadilo i mnoho Němců. V letech 1918 až 1991 byla součástí Jugoslávie.

## Osobnosti
- Mihály Eisemann (1898–1966), maďarský hudební skladatel, dirigent a klavírista